# Liste des possessions de l'abbaye d'Aurillac
Les possessions de l'abbaye d'Aurillac consistent en un domaine temporel noble issu de celui du comte Géraud, avec tous ses fiefs et arrière-fiefs, et un domaine ecclésiastique constitué de bénéfices (monastères, prieurés, églises paroissiales, chapelles).

## Le domaine du comte Géraud
- Château Saint-Étienne,  vallée de la Jordanne,  vallée de l'Authre, partie cantalienne de la vallée de la Cère et  vallée du Goul ;
- Vicomté de Carlat (le vicomte rendait hommage à l'abbé).

Le domaine de la justice comprenait deux ou trois vigueries carolingiennes.
La Fausse charte de Landeyrat de l’évêque Étienne II nous donne en 972 le ressort judiciaire de l’abbé d’Aurillac. Cet acte d’époque donne le ressort de justice de l’abbé (district abbatial) qui ne s’explique que par celui que tenait Géraud antérieurement (ressort vicarial).
Les limites proposées auraient couru « des fleuves Ruda (la Rhue) et Lenda (Venda ? la Sumène, ou plutôt la Rhue de Cheylade et de Brezons, et du château nommé château de Brezons jusqu'aux limites du diocèse d'Auvergne.
Les vigueries ne contiennent pas les domaines de Géraud, qui s’étendent bien au-delà de l’Auvergne méridionale, et inversement il y a toute une partie de ceux-ci où Géraud n’avait pas la justice : en particulier les zones limousines, quercinoises et rouergates ou la région de Talizat, qui dépendaient d'autres comtes. 
La Vie de Saint Géraud d'Aurillac nous montre que lorsque Géraud rendait la justice en tant que juge vicarial, il le faisait dans les règles, parce que ce sont encore les plaids des hommes libres du pagus qu’il préside, et qu'il agit comme fonctionnaire public.
Une évolution s’est produite, entre l’époque carolingienne classique (où c’était le comte missus qui rendait la justice que le roi lui avait déléguée, et cela pour tous les hommes libres, causae majores et causae minores confondues, dans des plaids itinérants) - et le Xe siècle où cette justice n’est plus rendue que par un grand, le vicarius (vicomte, puis viguier), qui ne connaît plus que des litiges populaires et qui officie dans des lieux fixes et de plus en plus tenus. Cette dénaturation de l’organisation judiciaire traditionnelle se double d’une progressive déstabilisation des anciens centres de sociabilité populaire qui sont à l'origine des chefs-lieux des vicariae. 
À la fin du IXe siècle, au début du Xe siècle, c’est-à-dire à l’époque de Géraud d’Aurillac, il subsiste en Auvergne un système public qui se démarque encore des systèmes de pouvoirs privés. Outre l’Église, il y a deux pôles dans la vie politique du pays : d’une part le pouvoir central incarné par le comte et son plaid itinérant, d’autre part les forces locales qui maintiennent la paix sociale à partir d'un centre adossé de façon immémoriale à un lieu sacré.
En Auvergne comme ailleurs, la vicaria (vicomté ou viguerie) est à l’origine le ressort dépendant du vicus gallo-romain, centre religieux, lieu d’échanges économiques et sociaux, endroit où se rend la justice. Ainsi, c’est à l’emplacement d’un ancien lieu de culte païen que Géraud rend la justice, à Marcolès, et sans doute à Ytrac (qui était un Acis d'origine gauloise), Aurillac où l'on a découvert qu'il existait un fanum."

## Bulle du papeGrégoire VII
- 1080, Vic-sur-Cère

## Bulle du papeNicolas IV
Le rédacteur de cette bulle datée de 1289 précise qu'il n'énumère que quelques-uns parmi les bénéfices de l'abbaye, il n'est donc pas étonnant que l'on trouve facilement de nombreuses autres églises paroissiales ou prieuriales non mentionnées.
Ce dénombrement ne comprend ni les bénéfices inféodés aux vicomtes de Turennes ou de Carlats, ni les dépendances parfois considérables des prieurés et des églises mentionnés.
Pour avoir les possessions complètes de l'abbaye, il faudrait encore ajouter tous les fiefs et arrière-fiefs laïcs concédés par l'abbé à d'autres seigneurs, comme Astorg d'Aurillac qui lui rend hommage pour le château de Conros, la Bastide, etc. le 20 juillet 1269.

### Liste des prieurés et possessions de l'abbaye d'Aurillac
Note : Voir également la carte générale européenne du chemin de Saint-Jacques-de-Compostelle, la via Podiensis et la via Arvernha.